# Luis Castro Casal
Luis Castro Casal (Tolosa, 18 de junio de 1880-ib., 10 de diciembre de 1965) fue un abogado y político español, gobernador civil de Vizcaya durante la Segunda República.

## Biografía
Sus padres regentaban una escuela de enseñanza primaria en Tolosa y él se licenció en filosofía y letras en la Universidad de Zaragoza, doctorándose en la de Madrid. En 1903 se licenció en derecho en la Universidad de Zaragoza con premio extraordinario de licenciatura. Ejerció como abogado en Toulouse, donde también fundó el Centro Republicano. Durante la Segunda República militó en Acción Republicana primero, y en Izquierda Republicana después. De julio de 1931 a octubre de 1932 fue gobernador civil de Vizcaya. El 14 de julio de 1932 fue elegido presidente de la Diputación Foral de Guipúzcoa. Al estallar la guerra civil, se exilió en Francia, instalándose en San Juan de Luz. En junio de 1940 regresó a España y se estableció en San Sebastián, pero en 1941 fue detenido y encerrado unos días en la cárcel de Ondarreta. Tras su puesta en libertad regresó a su ciudad natal donde trabajó como abogado hasta su muerte en diciembre de 1965.